# Rachel Ruysch
Rachel Ruysch, née à La Haye le 3 juin 1664 et morte à Amsterdam le 12 août 1750, est une peintre néerlandaise qui s'est consacrée toute sa vie aux natures mortes de fleurs et, dans une moindre mesure, de fruits.

## Biographie
Rachel Ruysch naît en 1664 à La Haye, fille de Frederik Ruysch, un anatomiste réputé et un peintre amateur. Sa famille s'établit à Amsterdam alors qu'elle n'a que trois ans. Son père, qui y a trouvé un emploi de professeur de botanique, rassemble une importante collection de végétaux. Elle assiste son père dans la préparation des spécimens de fleurs à l'aide d'une liquor balsamicum et de dentelle.
Vers l'âge de quinze ans, elle entre en apprentissage auprès de Willem van Aelst, un peintre de Delft réputé pour ses natures mortes florales,.

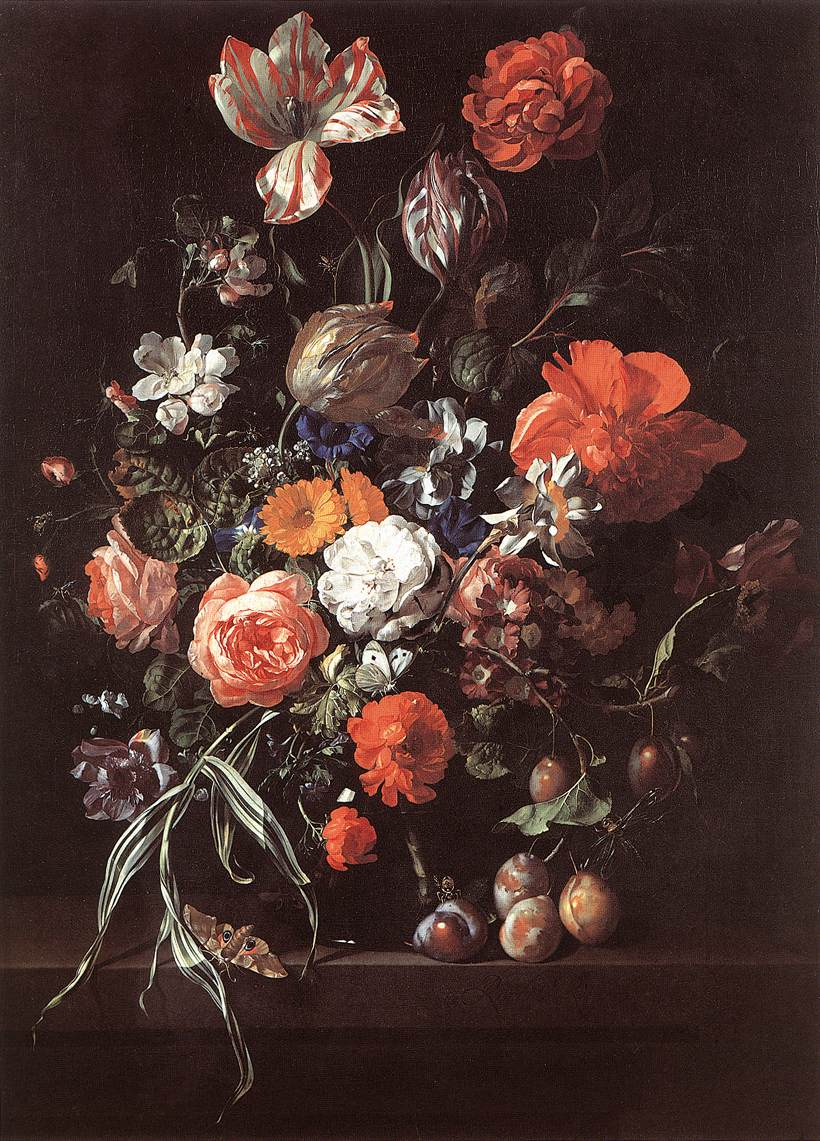
Bouquet de fleurs et prunes, 1704
Bruxelles

En 1693, elle épouse le portraitiste Juriaen Pool (1666-1745),, dont elle a dix enfants, sans abandonner pour autant la peinture.

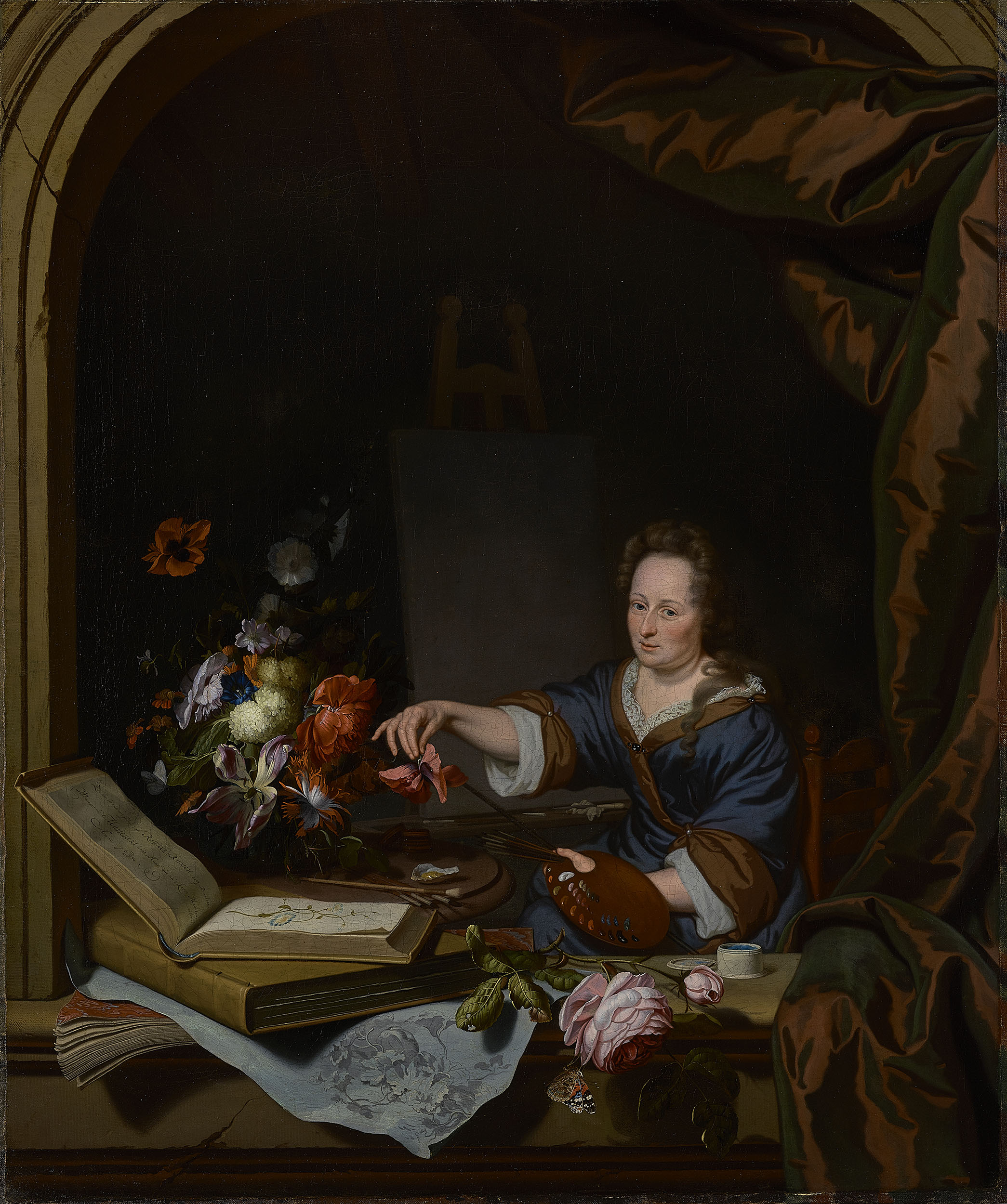
Rachel Ruysch et Michiel van Musscher, Rachel Ruysch dans son atelier, 1692.

Elle est admise dans la guilde des peintres de La Haye en 1701. Quelques années plus tard, elle est invitée à Düsseldorf comme peintre de cour auprès de l'électeur palatin Jean-Guillaume. Elle exerce cet office de 1708 jusqu'à la mort de ce prince en 1716.
Elle travaille aux côtés de Jan Weenix et d'Adriaen van der Werff. De retour en Hollande, Ruysch continue à peindre pour des particuliers.
Rachel Ruysch est célèbre pour la précision et le réalisme de ses représentations de vases en cristal.
Elle peignit toute sa vie, de l'adolescence jusqu'à sa mort. On lui attribue aujourd'hui une centaine de tableaux. L'arrière-plan de ses compositions est généralement sombre.

## Œuvres
- Nature morte au bouquet de fleurs et prunes, 1704, huile sur toile, 92 × 70 cm, Musées royaux des beaux-arts de Belgique, Bruxelles[4]
- Fruits et Insectes, 1711, huile sur toile, 44 × 60 cm, Musée des Offices, Florence[5]
- Fruits, Fleurs et Insectes, 1716, 89 × 68 cm, Galerie Palatine, Palais Pitti, Florence[5]
- Nature morte avec fleurs, Kunsthistorisches Museum, Vienne
- Nature morte avec fleurs sur une table de marbre, 1716, huile sur toile, 48 × 39 cm, Rijksmuseum Amsterdam[6]
- Nature morte forestière avec fruits, nid d'oiseau et animaux, 1617, huile sut toile, 65 × 54 cm, Staatliche Kunsthalle Karlsruhe[7]
- Nature morte, Museo Nacional de Arte Decorativo, Buenos Aires
- Fleurs sur une tablette de marbre, Palais des beaux-arts de Lille
- Fleurs : roses et tulipes sur une tablette de marbre, Palais des beaux-arts de Lille
- Fleurs dans un vase, huile sur toile, 57,5 × 46,5 cm, Musée des beaux-arts, Rouen
- Fleurs dans un vase, huile sur toile, National Gallery, Londres

"
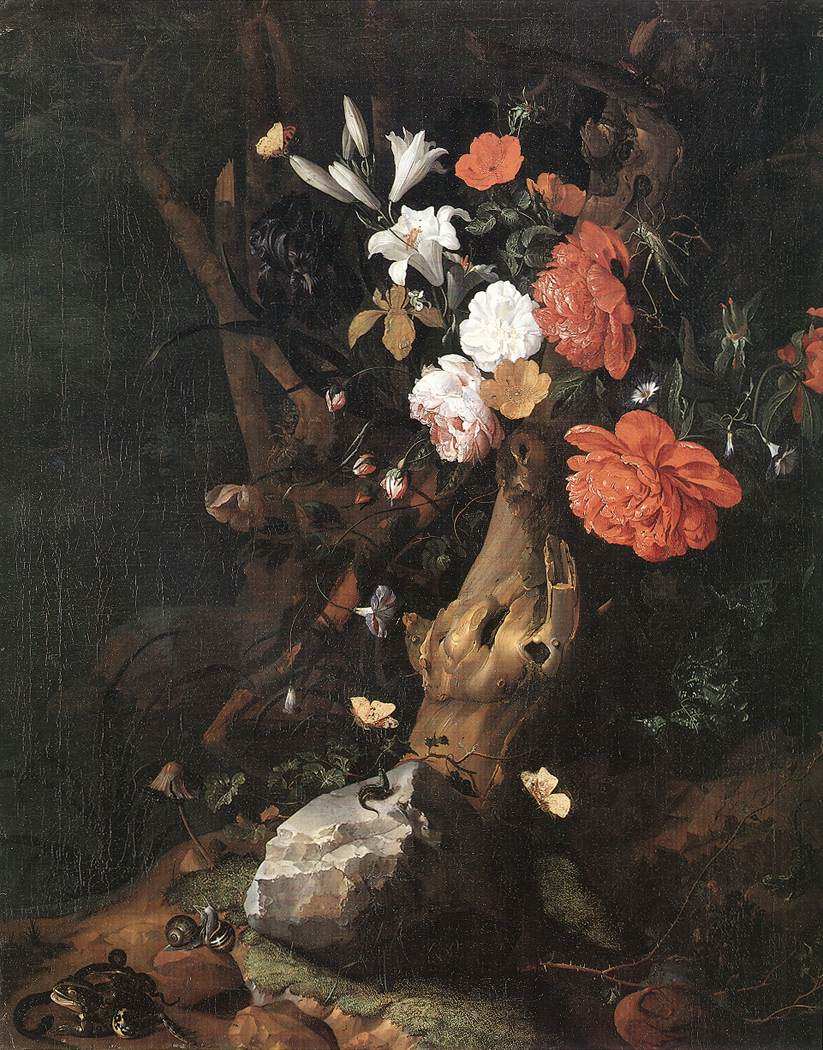
Fleurs sur un tronc d'arbre, c. 1695 Kassel
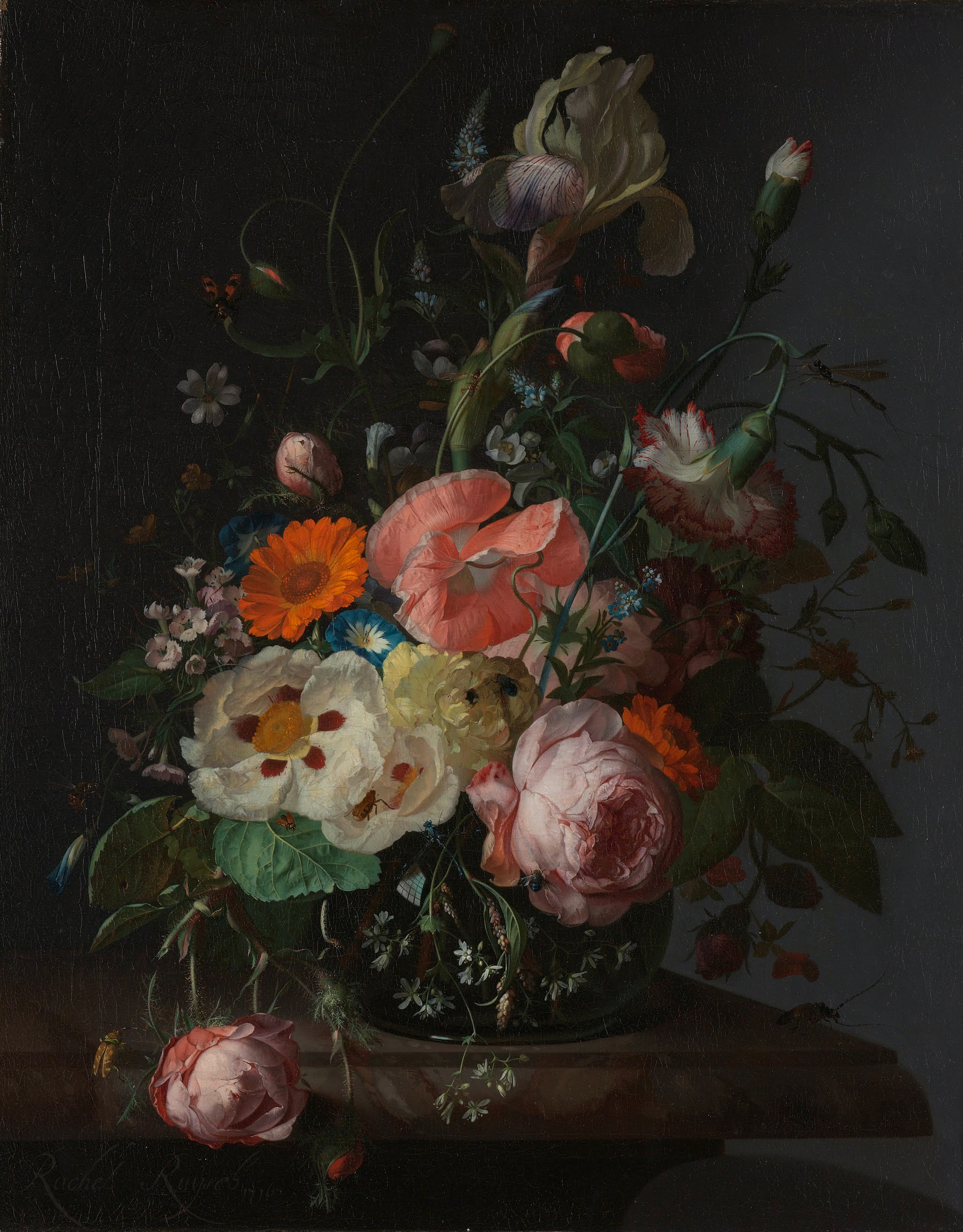
Nature morte avec des fleurs sur une table en marbre, 1716 Rijksmuseum
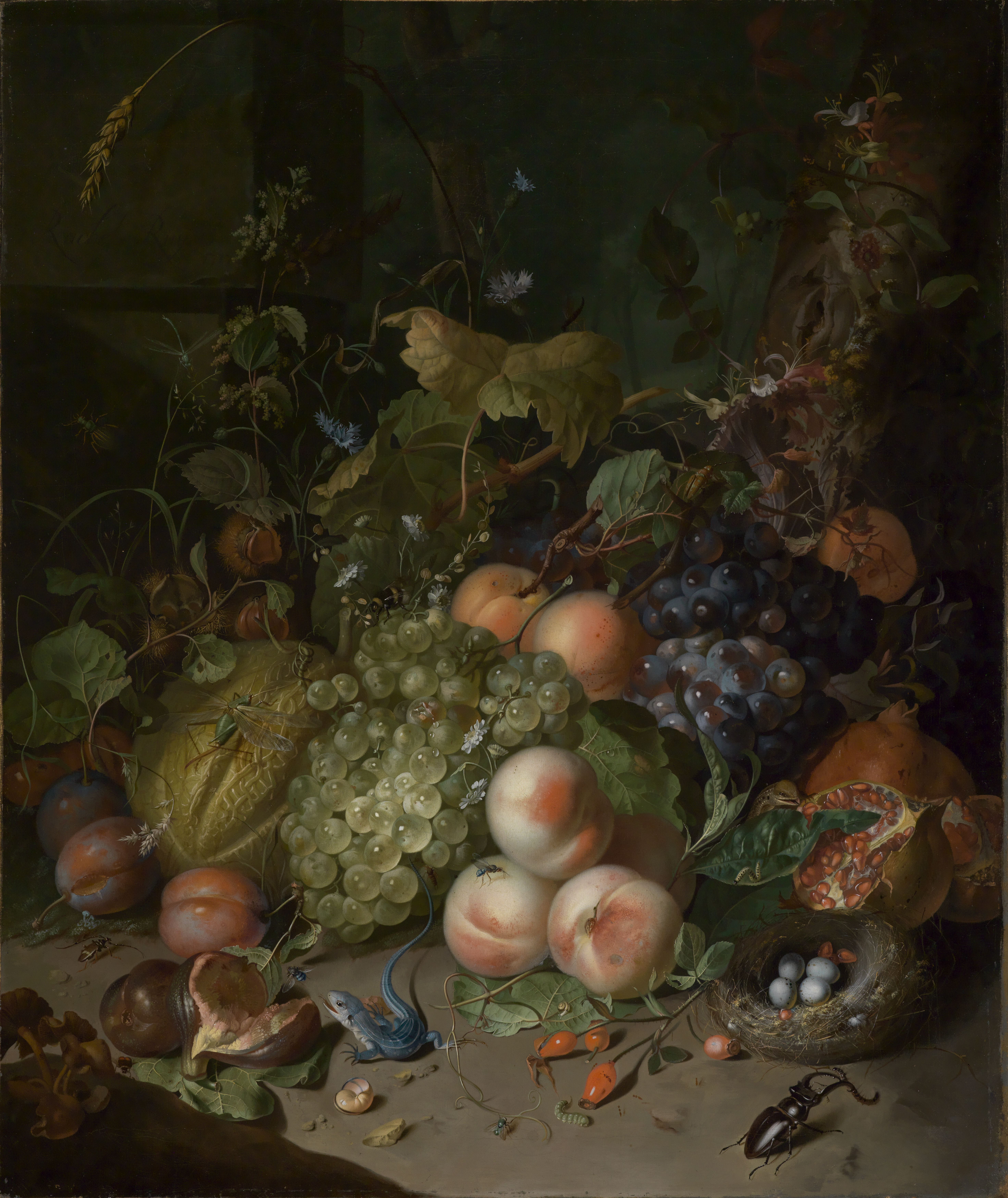
Nature morte forestière 1717, Karlsruhe

## Hommage
Depuis 2013, un cratère de la planète Mercure est nommé Ruysch en son honneur.